# Vegard Ulvang
Vegard Ulvang (* 10. října 1963, Kirkenes, Norsko) je bývalý norský běžec na lyžích, trojnásobný olympijský vítěz a dvojnásobný mistr světa.

## Kariéra
Vegard Ulvang patří k legendám norského běžeckého lyžování, byl sportovním vzorem pro nejlepšího norského sportovce 20. století, o čtyři roky mladšího Bjørna Dæhlieho. Ulvang ve své kariéře devětkrát vyhrál závod světového poháru, z toho dvakrát slavný Holmenkollen (1989, 1991, vyhrál ho i v roce 1992, kdy nebyl součástí SP). V sezóně 1989/90 se stal celkovým vítězem Světového poháru. Je držitelem šesti medailí ze zimních olympijských her a osmi medailí z mistrovství světa. V roce 1992 na olympiádě v Albertville se těsně před závodem v běhu na 10 km poprvé v kariéře rozhodl závodit bez vosku na lyžích – a suverénně zvítězil. Na zimních olympijských hrách 1994 v Lillehammeru pronesl při slavnostním zahájení olympijský slib za sportovce. Svou sportovní kariéru ukončil v roce 1997 ve svých 33 letech. Poté se věnoval podnikání – založil značku sportovního vlněného oblečení, která se i poté, co ji v roce 2003 prodal, nadále jmenuje Ulvang. V současnosti působí v několika správních radách – např. ve Swixu. Od května 2006 je předsedou komise běžeckého lyžování FIS. Spolu s ředitelem běžeckého úseku FIS Jürgem Capolem je duchovním otcem série závodů Tour de Ski. Právě Ulvangovým nápadem bylo, aby Tour vrcholila výběhem na Alpe Cermis.

## Extrémní výpravy
Vegard Ulvang je proslulý svou zálibou v extrémních výpravách. V létě 1989 s průvodcem Pierrem Gay-Perretem zdolal Mont Blanc. V létě 1990 se svým bratrem Ketilem a s Gay-Perretem vystoupili na vrchol Denali. Při sestupu se jeho bratr Ketil propadl na jezeře Wonder Lake, společně jej však zachránili. O rok později opět s Gay-Perretem podnikl během dvou týdnů 570 km dlouhý přechod na lyžích napříč Grónskem a napodobili tak průkopnickou výpravu Fridtjofa Nansena z roku 1888. V létě 1992 se skupinou norských dobrodruhů zdolával nejvyšší vrcholy jednotlivých kontinentů – Kilimanjaro, Puncak Jaya, Elbrus, pokus o výstup na Aconcaguu musel kvůli větrné bouři vzdát 800 m pod vrcholem. V dalším roce se s lyžařským kolegou Vladimirem Smirnovem z Kazachstánu vypravili na cestu na koních napříč Mongolskem. Se Smirnovem rovněž splouval sibiřské řeky. Dalším partnerem při dobrodružných výpravách z řad kolegů z lyžování se mu stal Rus Alexej Prokurorov, s nímž byl dvakrát na lyžích na Čukotce (naposledy 260 km dlouhý přechod z Neškanu do Uelena v dubnu 2008, půl roku před Prokurorovou tragickou smrtí). V roce 2011 napodobil výpravu Roalda Amundsena na jižní pól. Na cestu dlouhou 1311 km se vydal se třemi společníky Jan-Gunnarem Wintherem, Steinem P. Aasheimem a Haraldem Dag Jøllem na lyžích z Velrybího zálivu na začátku listopadu a k pólu dorazili přesně 100 let po Amundsenovi 14. prosince 2011.
V Norsku se proslavil i populárním televizním cestovatelským pořadem Travelling boys. V němž s Björnem Dähliem jezdili do přírody po celém světě, cestovali, lovili zvěř a spolu s kuchařem si ji pak připravovali na ohni. Byl to jeden ze čtyř nejoblíbenějších pořadů v zemi.

## Rodina
Jeho rodiči jsou učitelé z Kirkenes Arne a Ingrid Ulvangovi. Měl dva bratry – staršího Kjetila a mladšího Mortena, Kjetil však v roce 1993 zahynul. Kjetil zmizel 13. října 1993, když si šel zaběhat poblíž svého domova v Kirkenes. Bylo po něm vyhlášeno pátrání, do nějž se zapojila armáda, stovky dobrovolníků a také Vegard Ulvang, který kvůli tomu přerušil předolympijskou přípravu v Itálii. Po měsíci však bylo pátrání bezvýsledně ukončeno. V červnu 1994 bylo tělo Kjetila Ulvanga nalezeno v jezeře u Kirkenes, do něhož se zřejmě ve sněhové vánici probořil. Dva dny po nalezení těla se narodilo dítě, které před svým zmizením počal se svou přítelkyní Trine Saeternes.
Manželkou Vegarda Ulvanga je bývalá norská běžkyně na lyžích a biatlonistka Grete Ingeborg Nykkelmo, mají spolu dvě dcery.